# Aphéidas fils d'Oxyntès
Pour les articles homonymes, voir Aphéidas.
Dans la mythologie grecque, Aphéidas, fils d'Oxyntès et frère de Thymétès, est le quatorzième roi légendaire d'Athènes.